# Стирен-Вандель (кантон)
Стирен-Вандель (фр. Canton de Stiring-Wendel) — кантон во Франции, в регионе Эльзас — Шампань — Арденны — Лотарингия, департамент Мозель, округ Форбак — Буле-Мозель. До марта 2015 года кантон административно входил в состав упразднённого округа Форбак.
Численность населения кантона в 2007 году составляла 30 154 человека. Код INSEE кантона — 57 51. С марта 2015 года в составе кантона 14 коммун код кантона — 57 25, суммарная численность населения — 39 004 человека (2013), административный центр — коммуна Стирен-Вандель.

## Коммуны кантона
До марта 2015 года в составе кантона было 8 коммун:
| Коммуна        | Население | Почтовый индекс | Код INSEE |
| -------------- | --------- | --------------- | --------- |
| Альстен        | 2 664     | 57515           | 57013     |
| Эцлен          | 1 188     | 57460           | 57202     |
| Форбак         | 0         | 57600           | 57227     |
| Кербак         | 977       | 57460           | 57360     |
| Птит-Россель   | 6 785     | 57540           | 57537     |
| Шёнек          | 2 761     | 57350           | 57638     |
| Спишеран       | 3 287     | 57350           | 57659     |
| Стирен-Вандель | 13 129    | 57350           | 57660     |